# Setonaikai-Nationalpark
Der Setonaikai-Nationalpark (japanisch 瀬戸内海国立公園, Setonaikai Kokuritsu Kōen) ist der größte Nationalpark Japans. Er wurde zudem am 16. März 1934 zusammen mit dem Unzen-Amakusa-Nationalpark und dem Kirishima-Kinkōwan-Nationalpark als einer der ersten drei Nationalparks Japans eröffnet. Der Park umfasst hauptsächlich Wasserflächen, die einen Großteil der namensgebenden Seto-Inlandsee (jap. Seto-naikai) ausmachen, insbesondere den inselreichen Bereich zwischen den beiden Hauptinseln Honshū und Shikoku.

## Geschichte
Der Setonaikai-Nationalpark wurde am 16. März 1934 gegründet und in den Jahren 1950, 1956 und 1963 erweitert. Das Japanische Umweltministerium ist für die Verwaltung der Nationalparks zuständig.

### Briefmarken
Am 20. April 1939 wurden drei Briefmarken des Setonaikai-Nationalparks in einem Block zusammen mit einer Briefmarke des Daisetsu-zan als Teil der seit 1936 laufenden Nationalparkserie ausgegeben. Zwei weitere Marken wurden am 20. August 1963 ausgegeben.
| Briefmarke                                     | Motivfoto | Motiv                                                 | Farbe      | Wert   | Ausgabedatum  |
| ---------------------------------------------- | --- | ----------------------------------------------------- | ---------- | ------ | ------------- |
|                                                | Bild gesucht Die Wikipedia wünscht sich an dieser Stelle ein Bild. Falls du dabei helfen möchtest, erklärt die Anleitung , wie das geht. | Insel Yashima (jap. 屋島)                             | grün       | 4 Sen  | 20. Apr. 1939 |
|                                                | | Bandaiji Kannondo                                     | rot        | 10 Sen | 20. Apr. 1939 |
|                                                | | Hafenstadt Tomonoura                                  | blau       | 20 Sen | 20. Apr. 1939 |
| Externes Bild (Bitte Urheber- rechte beachten) | | Blick vom Washū-zan (damals ohne Große Setobrücke)    | olivbraun  | 5 Yen  | 20. Aug. 1963 |
| Externes Bild (Bitte Urheber- rechte beachten) | | Naruto-Strudel mit kleiner Insel links im Hintergrund | dunkelgrün | 10 Yen | 20. Aug. 1963 |

## Parkgebiet und Landmarken
Das Parkgebiet erstreckt sich beinahe über die gesamte Meeresfläche der zentralen Seto-Inlandsee, die sich zwischen den japanischen Hauptinseln Honshū, Kyūshū und Shikoku befindet, und wird durch zahlreiche unzusammenhängende Landflächen auf den vielen kleinen Inseln ergänzt. Der Nationalpark ist mit einer Gesamtfläche von 9037,28 km² der größte Nationalpark Japans, jedoch ist der Anteil der Landfläche lediglich 669,34 km².
Teile des Parks liegen jeweils in einer der elf Präfekturen Osaka, Hyōgo, Wakayama, Okayama, Hiroshima, Yamaguchi, Tokushima, Kagawa, Ehime, Fukuoka und Ōita.
Die größeren Inseln der Seto-Inlandsee wie Awaji sind bewohnt, während viele der kleinen Inseln nicht mehr als einen aus dem Wasser ragenden Granitfelsen darstellen. Trotz ihres oft vulkanischen Ursprungs haben die Inseln inzwischen eine abgerundete Form. Die Seto-Inlandsee ist an ihrer breitesten Stelle etwa 62 km weit und etwa 6 km an ihrer engsten.
Im Westen des Nationalparks, innerhalb der Hiroshima-Bucht liegt die Insel Miyajima (auch Itsukushima genannt). Diese ist eine der beliebtesten Touristenziele Japans und ist über eine kurze Fährverbindung von Hiroshima aus zu erreichen. Auf der Insel befindet sich der Itsukushima-Schrein und davor das Itsukushima Torii, welches besonders bekannt ist. Zudem führt eine Seilbahn und ein Wanderweg auf den 535 m hohen Berg Misen, von wo aus sich eine gute Aussicht über die umliegenden Inseln bietet.
Im 15. Jahrhundert, in der Sengoku-Zeit, gab es aufgrund der instabilen Lage im Land zahlreiche japanische Piraten (Wokou) und Freibeuter auf der Seto-Inlandsee. Inseln wie Sanagishima (佐柳島) dienten als Ausguck. Unweit davon, auf Ōmishima (大三島) in der heutigen Präfektur Ehime, beteten die Piraten am Ōyamazumi-Schrein vor ihren Beutezügen.
Die Meerengen zwischen den größeren Inseln im Parkgebiet wurden in den letzten Jahrzehnten nach und nach mit großen Hänge- und Schrägseilbrücken verbunden.
Der westliche Eingang zur Seto-Inlandsee führt an der Südspitze Honshūs durch die Kammon-Straße. Über diese führt die Kammon-Brücke, die die Hauptinseln Kyūshū und Honshū seit 1973 miteinander verbindet.
Die erste Brückenverbindung zwischen den Hauptinseln Honshū und Shikoku war dagegen die „Große Setobrücke“ Seto-Ōhashi, die aus mehreren einzelnen Hänge- und Schrägseilbrücken besteht und erst 1988 fertiggestellt wurde. Eine Aussicht auf diese bietet u. a. der 133 m hohe Hügel Washū-zan (鷲羽山).
Eine weitere Brückenverbindung läuft von Honshū über die größeren Inseln Mukaishima, Innoshima, Ikuchi-jima, Ōmishima, Hakata-jima und Ōshima nach Shikoku.
Die Meerenge zwischen Shikoku und der Insel Awaji wird von der Ōnaruto-Brücke überspannt, einer 1,6 km langen Hängebrücke. Ein bekanntes Phänomen an der Naruto-Straße sind die namensgebenden Naruto-Strudel ("naruto" ist Japanisch für "Strudel"), die sich mit den Gezeiten zweimal am Tag bilden.
Im Südosten der Insel Awaji liegt Narugashima, eine 3 km lange Sandbank in der Kitan-Meerenge. Auf der Nordseite der Insel liegt die Akashi-Meerenge, die seit 1998 von der Akashi-Kaikyō-Brücke überspannt wird, welche mit fast 4 km seitdem den Rekord als längste Hängebrücke der Welt hält.
Zu den nicht mit dem Hauptgebiet verbundene Parkflächen gehört das Kap Sata, welches die westlichste Landspitze Shikokus darstellt, und die vorgelagerte Insel Takashima. Gegenüber auf Kyūshū liegt der 628 m hohe Takasaki-yama (高崎山) auf dem sich ein bekannter Park mit Japanmakaken befindet und weiter nördlich ist das Berggebiet der Kunisaki-Halbinsel geschützt. Nördlich der Kinosaki-Halbinsel wiederum ist die Insel Himeshima vorgelagert.

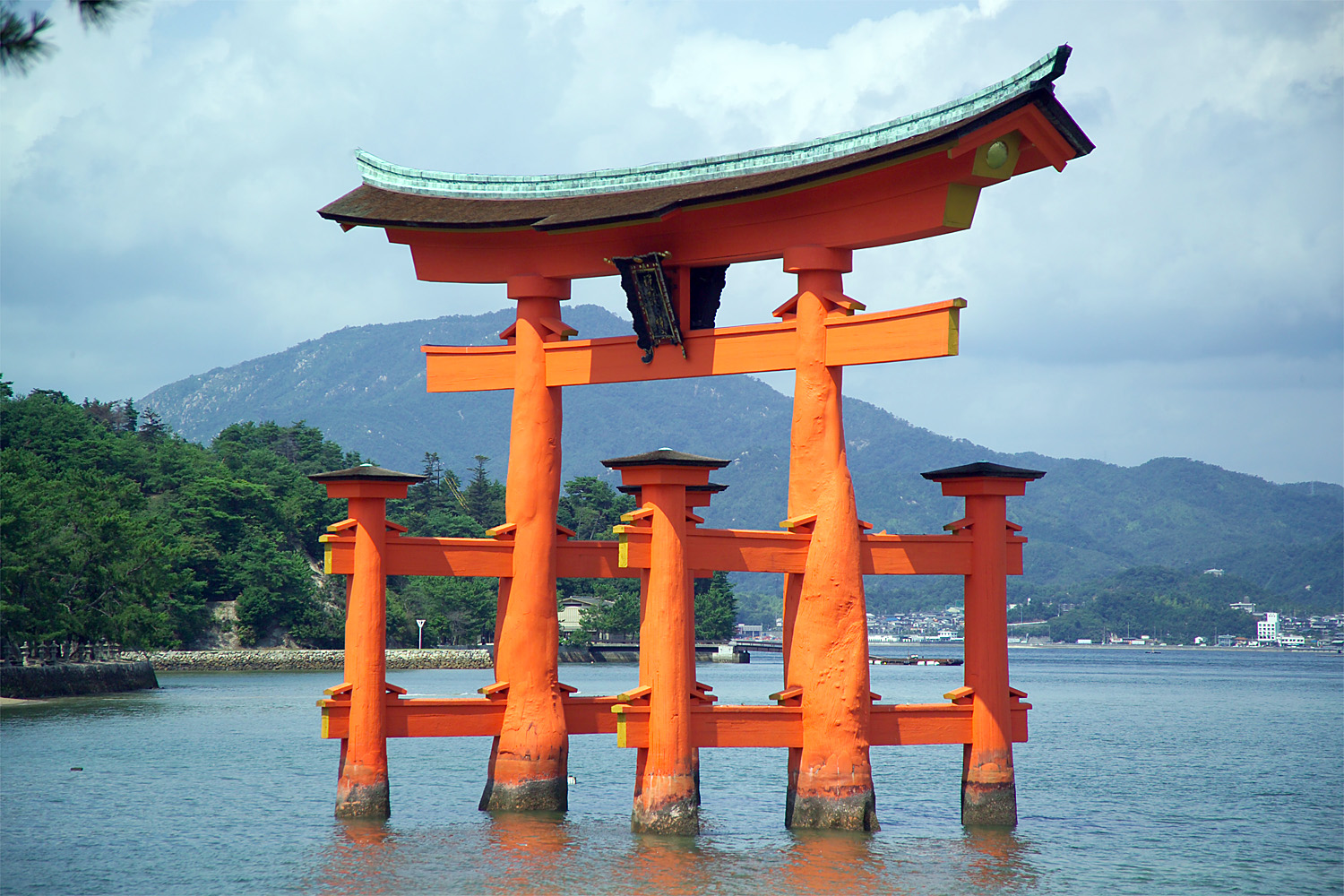
Torii auf Miyajima
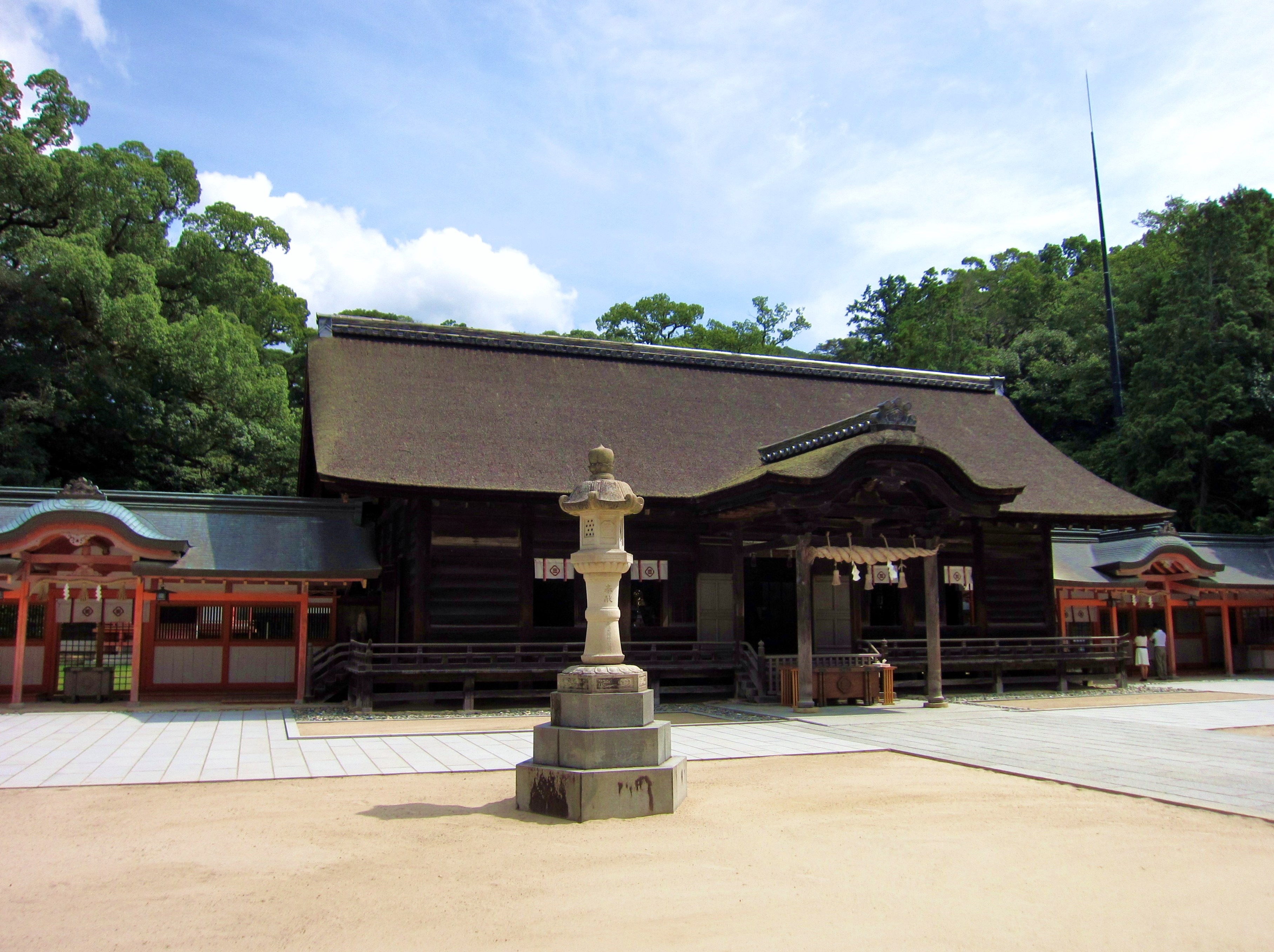
Ōyamazumi-jinja auf Ōmishima
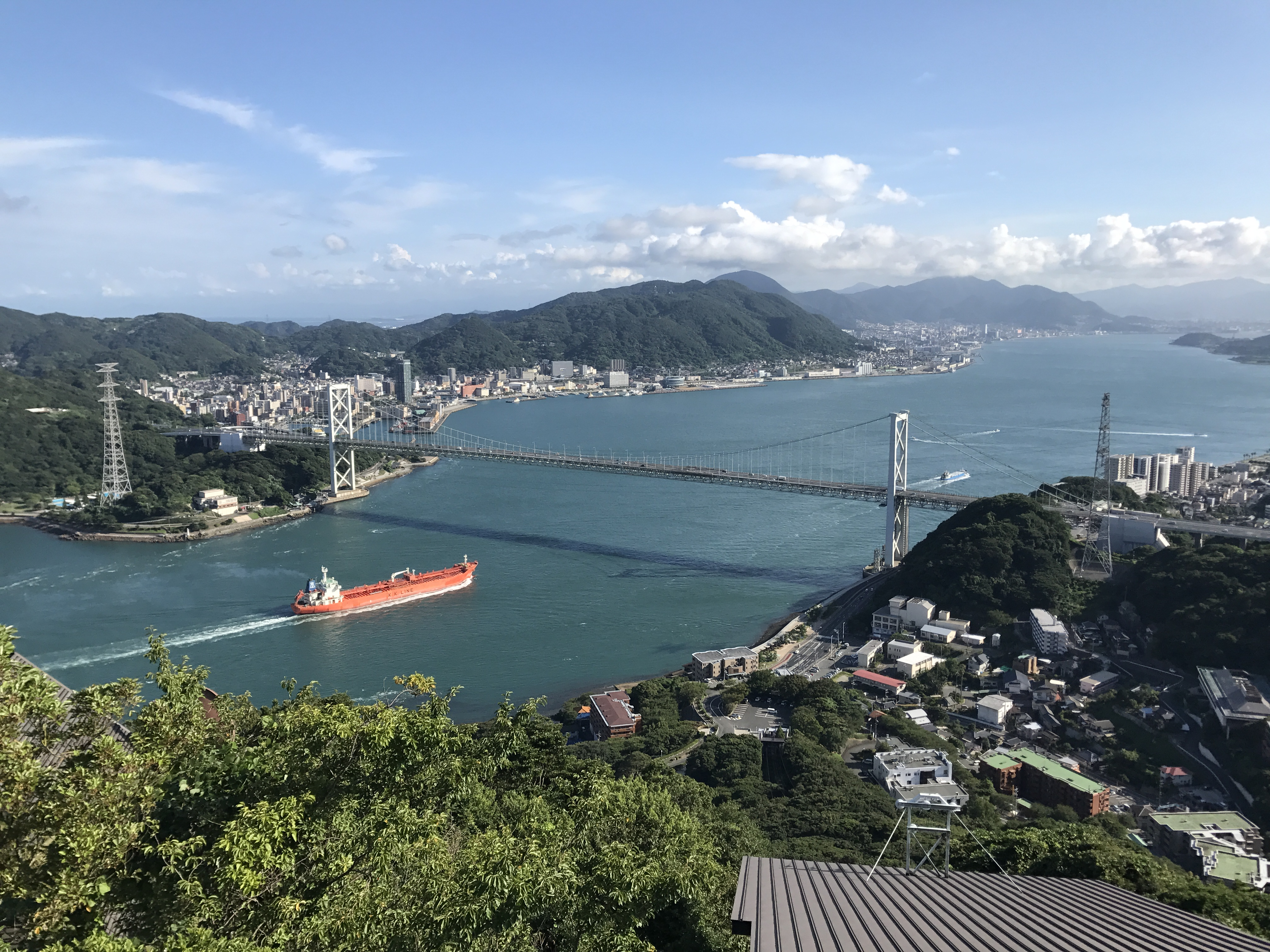
Kammon-Straße und -Brücke am Eingang zur Seto-Inlandsee
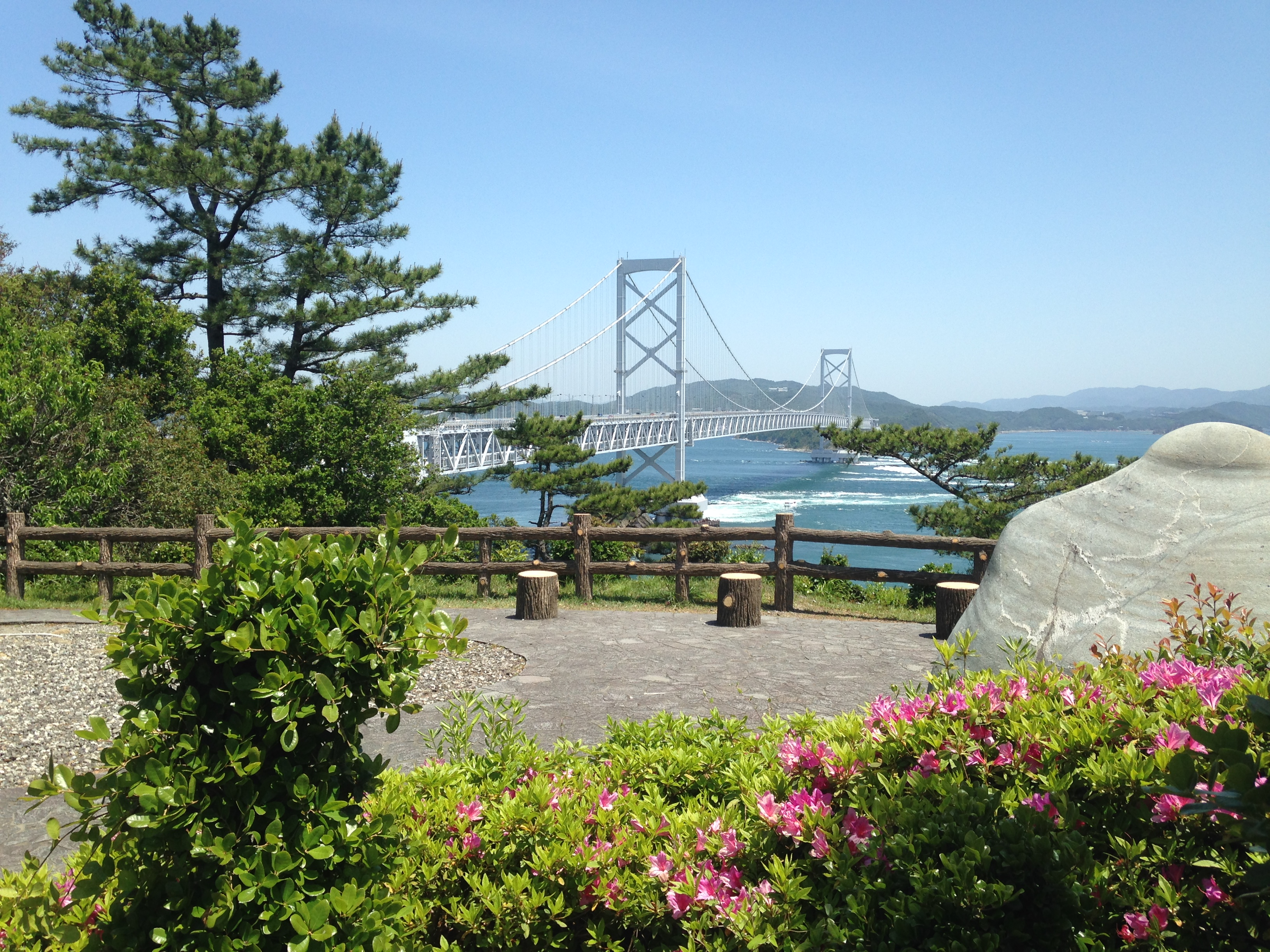
Naruto-Park mit Blick auf die Ōnaruto-Brücke
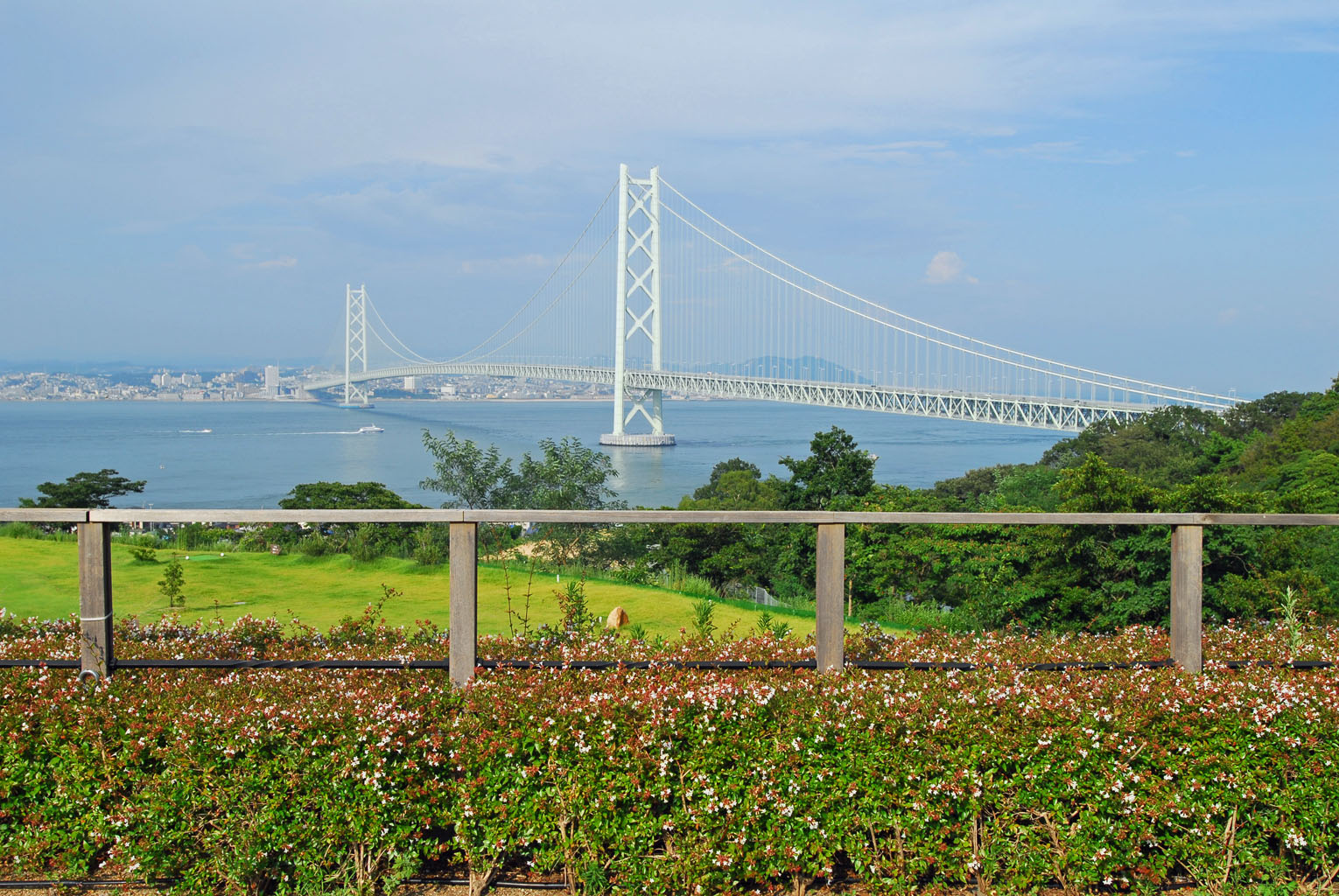
Akashi-Kaikyō-Brücke
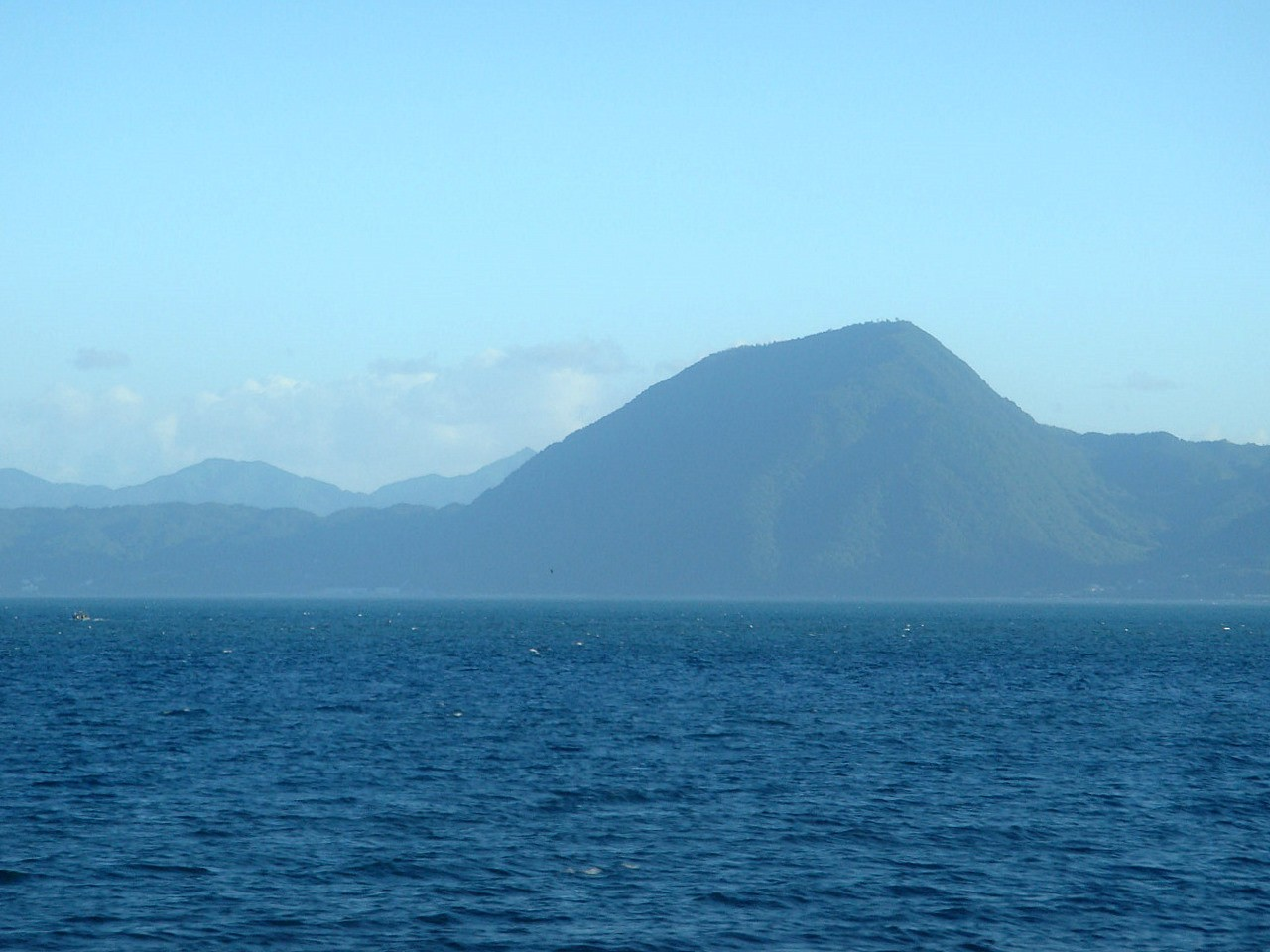
Takasaki-yama

## Flora und Fauna

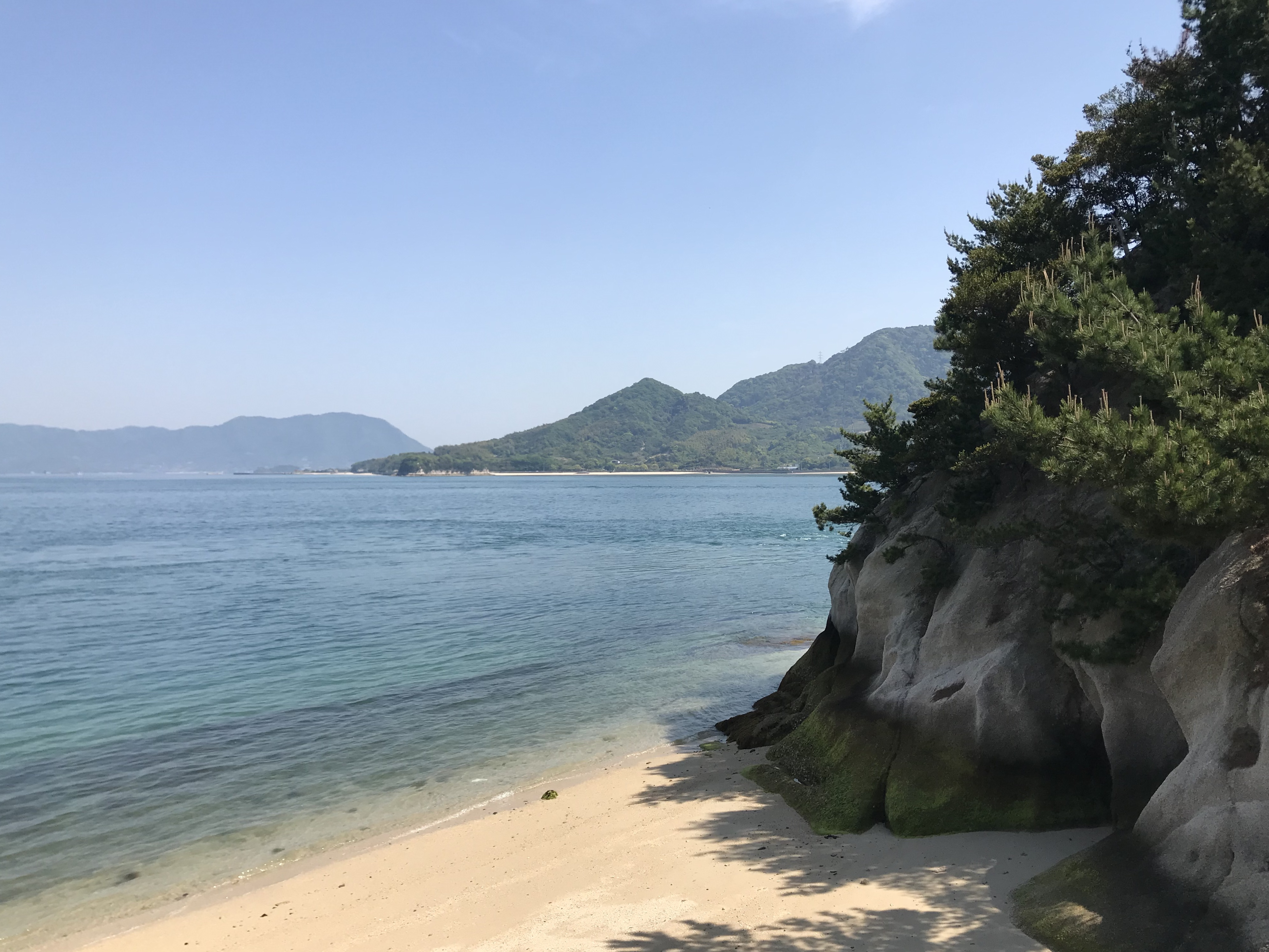
Strand auf Ōkunoshima

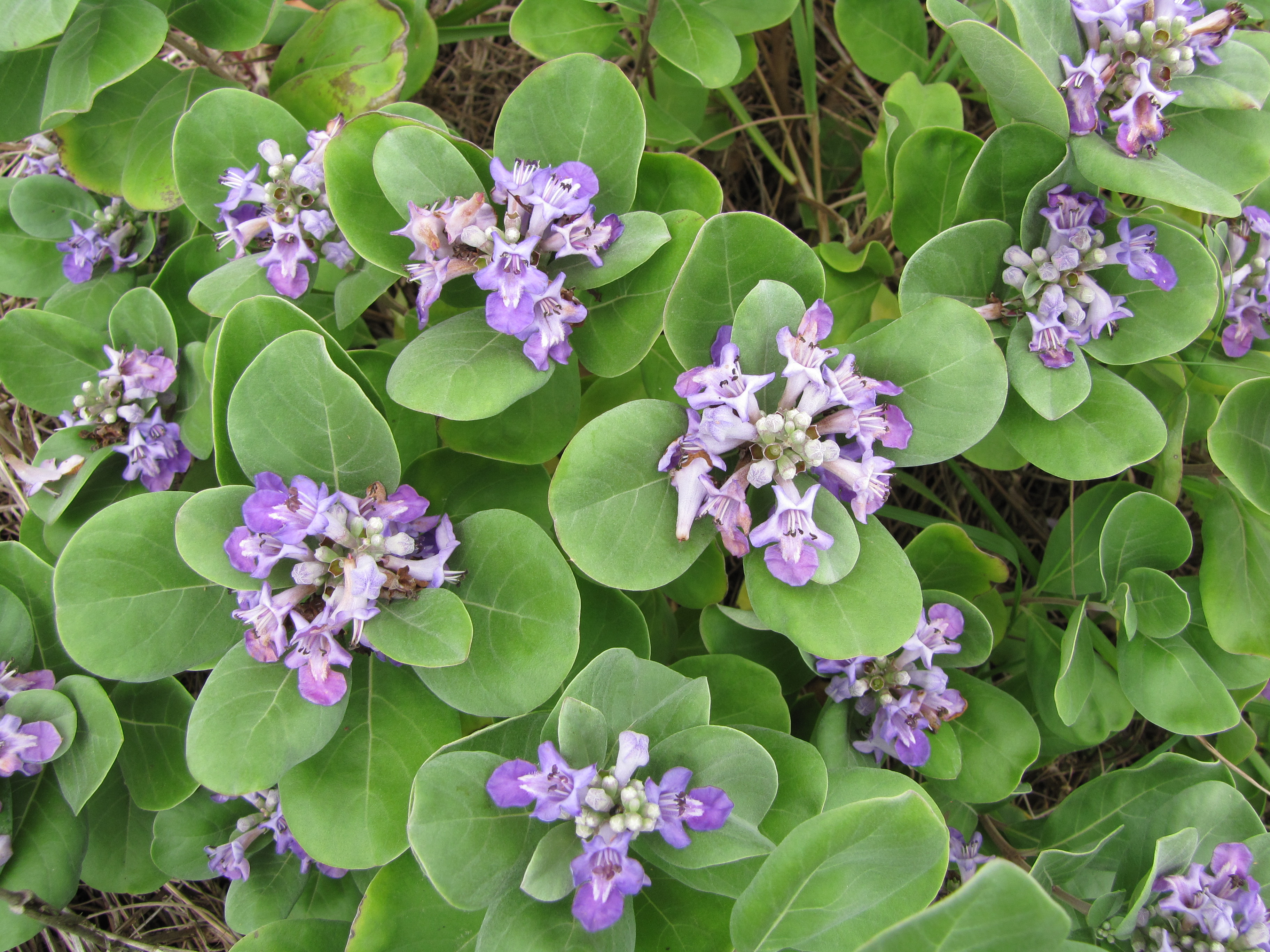
Vitex rotundifolia

In den Meereszonen und auf den Inseln des Nationalparks findet sich eine Vielzahl von Tier- und Pflanzenarten wie beispielsweise der von der IUCN als gefährdet eingestufte Glattschweinswal (Neophocaena phocaenoides). Stark gefährdete Tierarten im Parkgebiet sind die urzeitliche Pfeilschwanzkrebsart (Tachypleus tridentatus) und die Zackenbarschart Epinephelus akaara. Auf der Insel Miyajima ist die gefährdete Libellenart Orthetrum poecilops miyajimanense aus der Gattung der Blaupfeile endemisch.
Auf den kleinen Inseln sind Sekundärwälder aus Japanischen Rotkiefern (Pinus densiflora) und Schwarzkiefern (Pinus thunbergii) verbreitet, die für ein charakteristisches Landschaftsbild sorgen. Weitere häufige Baumarten sind Scheinkastanien (Castanopsis) sowie Eichenarten wie Quercus serrata und Quercus phillyraeoides. An Blühpflanzen sind vor allem Rhododendren wie Rhododendron reticulatum zu finden und an den sandigen Küsten Vitex rotundifolia, Tournefortia sibirica und Hibiskus (Hibiscus hamabo). Im salzigen Marschland wächst Zwerg-Sumpfbinse (Eleocharis parvula).
Vor der Küste der Insel Yashiro-jima wächst Japans größte Kolonie der gefährdeten Steinkorallenart Alveopora japonica.

## Naturschutz
Mit der IUCN-Kategorie V ist das Parkgebiet als Geschützte Landschaft/Geschütztes Marines Gebiet klassifiziert. Schutzauflagen sind damit geringer als in anderen Kategorien. Geschützt wird hauptsächlich die Landschaft und der Park dient in erster Linie als Naherholungsgebiet. Das Parkgebiet teilt sich dabei auf in gewöhnliche, besondere, besonders geschützte und Meeresschutzgebiet-Zonen.

## Tourismus
Teil des Nationalparks sind das Goshikidai Besucherzentrum und das Ōkunoshima Besucherzentrum. Das Goshikidai Besucherzentrum liegt auf 350 m Höhe und bietet einen Ausblick über die Senuki-Ebene und den Bisan-Seto.Archipel. Das Ōkunoshima Besucherzentrum befindet sich auf der kleinen Insel Ōkunoshima, in der Nähe zahlreicher historischer Gebäude.
Innerhalb eines Jahres haben zuletzt (Stand 2013) 41,23 Millionen Personen den Nationalpark besucht.